# Monsters, Inc. (franquicia)
Monsters, Inc. (Monstruos S.A. en España) es una franquicia de medios que se originó con la película de Disney·Pixar Monsters, Inc. (2001).

## Películas

### Monsters, Inc.(2001)
Monsters, Inc. (Monstruos S.A. en España) presenta el mundo de los monstruos, donde la ciudad de Monstruçopolis se alimenta de los gritos de los niños humanos cuando los monstruos ingresan al mundo de estos por la noche. Cuando una niña ingresa accidentalmente al mundo de los monstruos, los amigos James P. Sullivan ("Sulley") y Mike Wazowski, quienes la apodan "Boo", deben encontrar la manera de esconderla de las autoridades y devolverla a su mundo y, en el proceso, aprender que no todo lo que ha sido llevado a creer acerca de los humanos es verdad. Fue estrenada originalmente el 2 de noviembre de 2001.

### Monsters University(2013)
Monsters University (Monstruos University en España) es una precuela de la primera película, donde se muestra el pasado de Mike y Sulley. Los futuros amigos se conocen en la universidad e inicialmente comienzan como enemigos, pero terminan en el mismo equipo en los "Juegos de miedo" de la universidad, donde ellos y su equipo de inadaptados deben superar las probabilidades y ganar la competencia, o ser expulsados de la universidad. Mientras el equipo lucha, los dos aprenden a trabajar juntos y poco a poco se convierten en mejores amigos. Fue estrenada originalmente el 21 de junio de 2013.

## Cortometrajes

### Mike's New Car(2002)
Mike's New Car (El coche nuevo de Mike en España; El nuevo auto de Mike o El automóvil de Mike en Hispanoamérica) es un cortometraje lanzado con el lanzamiento en DVD y VHS de Monsters, Inc. En el corto, Mike muestra a Sulley su coche nuevo, con el que planea dar una vuelta, pero tiene varios problemas con el automóvil.

### Party Central(2013)
Party Central es un cortometraje lanzado con el estreno de la película Muppets Most Wanted. Poco tiempo después de que Sulley obtuviera el ascenso a director ejecutivo, la fraternidad Oozma Kappa organiza una fiesta, pero nadie se presenta. Para resolver el problema, usan estaciones de puerta para robar visitantes de la fiesta más grande que se lleva a cabo en otra fraternidad.

## Serie de televisión
Monsters at Work (Monstruos a la obra en España) es una serie desarrollada por Disney Television Animation para Disney+. La serie transcurre después de los eventos de Monsters, Inc., pero un tiempo antes de la escena final. La historia sigue a Tylor Tuskmon, quien empezando como mecánico en la empresa, se esfuerza para conseguir un puesto entre los monstruos que se dedican a divertir a los niños.

## Atracciones

### Monsters, Inc. Laugh Floor
Monsters, Inc. Laugh Floor es una atracción de espectáculo de club de comedia animada interactiva en Tomorrowland en el parque Magic Kingdom de Walt Disney World Resort en Orlando, Florida.

### Monsters, Inc. Mike & Sulley to the Rescue!
Monsters, Inc. Mike & Sulley to the Rescue! es una atracción de paseo oscuro en Hollywood Land de Disney California Adventure en el Disneyland Resort en Anaheim, California. Se estrenó el 22 de enero de 2006.